# Zamia cremnophila
Zamia cremnophila är en kärlväxtart som beskrevs av Vovides, Schutzman och Bijan Dehgan. Zamia cremnophila ingår i släktet Zamia och familjen Zamiaceae. IUCN kategoriserar arten globalt som starkt hotad. Inga underarter finns listade i Catalogue of Life.